# 1. FC Brno 2009/2010
Tento článek se podrobně zabývá soupiskou a statistikami týmu 1. FC Brno v sezoně 2009/2010.

## Důležité momenty sezony
- 11. místo v konečné ligové tabulce
- 3. kolo národního poháru

## Statistiky hráčů
- zahrnující ligu, evropské poháry a závěrečné boje národního poháru (osmifinále a výše)

| Pozice | Jméno             | Zápasy | Národnost |           |
| B      | Tomáš Bureš       | 24     | Česko     |           |
| B      | Martin Doležal    | 6      | Česko     |           |
| Pozice | Jméno             | Zápasy | Góly      | Národnost |
| O      | Jakub Červinek    | 5      | 0         | Česko     |
| O      | Petr Čoupek       | 4      | 0         | Česko     |
| O      | František Dřížďal | 13     | 0         | Česko     |
| O      | Josef Dvorník     | 26     | 0         | Česko     |
| O      | Martin Husár      | 12     | 0         | Slovensko |
| O      | Martin Jílek      | 21     | 1         | Česko     |
| O      | Juraj Križko      | 20     | 1         | Slovensko |
| O      | Luděk Pernica     | 6      | 2         | Česko     |
| O      | Jan Trousil       | 14     | 0         | Česko     |
| Z      | David Cupák       | 5      | 0         | Česko     |
| Z      | Richard Dostálek  | 27     | 5         | Česko     |
| Z      | Jiří Huška        | 10     | 0         | Česko     |
| Z      | Filip Chlup       | 3      | 0         | Česko     |
| Z      | Jan Kalabiška     | 14     | 3         | Česko     |
| Z      | David Kalivoda    | 1      | 0         | Česko     |
| Z      | Lukáš Křeček      | 9      | 0         | Česko     |
| Z      | Léo               | 9      | 0         | Brazílie  |
| Z      | Elton Lira        | 13     | 0         | Brazílie  |
| Z      | Lukáš Mareček     | 14     | 0         | Česko     |
| Z      | Lukáš Michna      | 9      | 0         | Česko     |
| Z      | Tomáš Okleštěk    | 12     | 1         | Česko     |
| Z      | Tomáš Polách      | 25     | 2         | Česko     |
| Z      | Zdeněk Polák      | 1      | 0         | Česko     |
| Z      | Roman Smutný      | 6      | 0         | Česko     |
| Z      | Martin Sus        | 5      | 1         | Česko     |
| Ú      | Jaroslav Borák    | 8      | 0         | Česko     |
| Ú      | Dalmo             | 12     | 2         | Brazílie  |
| Ú      | Tomáš Došek       | 25     | 6         | Česko     |
| Ú      | Andrej Hodek      | 2      | 1         | Slovensko |
| Ú      | Michael Rabušic   | 28     | 6         | Česko     |
| Ú      | Rostislav Šamánek | 3      | 0         | Česko     |
| Ú      | Josef Šural       | 18     | 0         | Česko     |

- hráči A-týmu bez jediného startu: Martin Polaček, Libor Hrdlička, Matijas Pejić, Martin Nosko, Lukáš Hlavatý, David Pašek, František Schneider, Róbert Szegedi, Jan Urban, Karel Večeřa, Libor Baláž, Zbyněk Pospěch
- trenéři: Miroslav Beránek
- asistenti: Pavel Trávník, Aleš Křeček, Josef Hron

## Zápasy

### Gambrinus liga
- 1. a 30. kolo: Bohemians 1905 – 1. FC Brno (0:0, 2:1)
- 2. a 16. kolo: 1. FC Brno – SK Slavia Praha (2:0, 1:3)
- 3. a 17. kolo: FC Slovan Liberec – 1. FC Brno (0:1, 0:1)
- 4. a 18. kolo: 1. FC Brno – 1. FC Slovácko (1:0, 2:0)
- 5. a 19. kolo: FC Baník Ostrava – 1. FC Brno (1:1, 1:1)
- 6. a 20. kolo: 1. FC Brno – FK Teplice (2:3, 1:0)
- 7. a 21. kolo: SK Kladno – 1. FC Brno (1:0, 0:3)
- 8. a 22. kolo: 1. FC Brno – AC Sparta Praha (1:1, 0:3)
- 9. a 23. kolo: FK Mladá Boleslav – 1. FC Brno (0:0, 3:2)
- 10. a 24. kolo: 1. FC Brno – 1. FK Příbram (2:1, 1:3)
- 11. a 25. kolo: SK Sigma Olomouc – 1. FC Brno (5:0, 2:1)
- 12. a 26. kolo: 1. FC Brno – FK Baumit Jablonec (0:1, 0:1)
- 13. a 27. kolo: FC Viktoria Plzeň – 1. FC Brno (1:1, 2:2)
- 14. a 28. kolo: FK Bohemians Praha – 1. FC Brno (2:1, 0:0)
- 15. a 29. kolo: 1. FC Brno – SK Dynamo České Budějovice (0:3, 3:1)

### Národní pohár
- 2. kolo: Fotbal Frýdek-Místek – FC Zbrojovka Brno (1:2)
- 3. kolo: MFK OKD Karviná – FC Zbrojovka Brno (2:1p)

## Klubová nej sezony
- Nejlepší střelec – Michael Rabušic a Tomáš Došek, 6 branek
- Nejvíce startů – Michael Rabušic, 28 zápasů
- Nejvyšší výhra – 3:0 nad Kladnem
- Nejvyšší prohra – 0:5 s Olomoucí
- Nejvyšší domácí návštěva – 8 257 na utkání se Spartou
- Nejnižší domácí návštěva – 1 422 na utkání s Bohemians Praha